# 日本ソフトテニス連盟
公益財団法人日本ソフトテニス連盟（にほんソフトテニスれんめい）は、日本のソフトテニスを統括する国内競技連盟。日本スポーツ協会、日本オリンピック委員会、国際ソフトテニス連盟、アジアソフトテニス連盟に加盟している。。

## 歴史
- 1923年 東京軟球協会として発足
- 1925年 日本軟球協会に改称
- 1935年 日本庭球連盟に改称
- 1940年 大日本体育協会に加盟、同時に日本軟式庭球連盟に改称

## 主催大会
- 天皇賜杯・皇后賜杯（全日本ソフトテニス選手権大会）
- 全日本高等学校ソフトテニス選手権大会
- 全国中学校ソフトテニス大会
- 全日本シングルスソフトテニス選手権大会
- 全日本インドアソフトテニス選手権大会
- 全日本実業団ソフトテニス選手権大会
- 全日本社会人ソフトテニス選手権大会
- 日本リーグ
- 全日本クラブソフトテニス選手権大会
- 都道府県対抗全日本中学生ソフトテニス大会
- 全日本高等学校選抜ソフトテニス大会
- 全日本小学生ソフトテニス選手権大会
- 全日本レディース決勝大会

## 関連団体
- 国際ソフトテニス連盟ISTF
- アジアソフトテニス連盟ASTF
- 都道府県ソフトテニス連盟（47支部）
- 日本学生ソフトテニス連盟
- 全国高等学校体育連盟ソフトテニス専門部
- 日本中学校体育連盟ソフトテニス専門部